# Marin Zulim
Marin Zulim (Spalato, 26 ottobre 1991) è un ex calciatore croato, di ruolo attaccante.

## Carriera

### Club
Il 3 luglio 2015 viene acquistato a titolo definitivo dall'Inter Zaprešić.